# Mrzygłodek
Mrzygłodek (Melanimon) – rodzaj chrząszczy z rodziny czarnuchowatych.
Rodzaj ten wprowadzony został w 1829 roku przez Christiana von Stevena. Obejmuje cztery palearktyczne gatunki, w tym:
- Melanimon inermus Picka, 1983
- Melanimon tibialis (Fabricius, 1781) – mrzygłodek czarnuch

Chrząszcze o krótkim, nagim, czarno ubarwionym ciele długości od 3 do 4 mm. Półkolista głowa zaopatrzona jest u nich w krótkie czułki. Występ policzka (canthus) głęboko wcina się w oczy. Powierzchnia wypukłego przedplecza zaopatrzona jest w gładkie wzgórki. Na wypukłych pokrywach brak jest regularnych rzędów. Nasada pokryw ściśle przylega do prostej nasady przedplecza. Tylna para skrzydeł jest w pełni wykształcona i zdatna do lotu. Odnóża przednie są grzebne, o ząbkowanych krawędziach zewnętrznych goleni.